# Richard Rau
Richard Rau (Berlijn, 26 augustus 1889 – Vjazma, 6 november 1945) was een Duitse atleet, die was gespecialiseerd in de sprint. Tussen 1909 en 1920 werd hij in totaal tienmaal Duits kampioen op de 100 en de 200 m. Hij nam deel aan de Olympische Spelen en was in de jaren na de Eerste Wereldoorlog een succesvol sprinter.

## Loopbaan
Op de Olympische Spelen van 1912 werd hij vierde op de 200 m achter Ralph Craig (goud; 21,7 s), Don Lippincott (zilver; 21,8) en William Applegarth (brons; 22,0). Op de 100 m werd hij uitgeschakeld in de halve finale. Hij nam ook deel aan de 4 x 100 m estafette, maar door een wisselfout bij de tweede overgave werd het team gediskwalificeerd. In de voorrondes liep hij op 8 juli als slotloper met zijn teamgenoten Otto Röhr, Max Hermann en Erwin Kern een wereldrecord in deze discipline. Dit was het eerste record dat door de IAAF werd erkend.
Rau had de pech, dat de wereldrecordlijst op de 100 m pas in de zomer van 1912 ingevoerd werd. De Amerikaan Don Lippincott werd op 6 juli 1912 in Stockholm met 10,6 uitgeroepen tot de eerste wereldrecordhouder, terwijl Rau hiervoor reeds een aantal maal sneller was geweest:
- 10,5 s (München, 2 mei 1912)
- 10,5 s (Braunschweig, 13 augustus 1911)
- 10,6 s (Berlijn, 9 juli 1912)
- 10,6 s (Praag, 8 mei 1912)

Na zijn actieve sportcarrière werd Richard Rau in 1920 scheidsrechter bij SC Charlottenburg. In de Tweede Wereldoorlog werd hij officier bij de Waffen-SS. Hij stierf op 56-jarige leeftijd in een krijgsgevangenkamp in de Sovjet-Unie.

## Titels
- Duits kampioen 100 m - 1909, 1910, 1911, 1912, 1919, 1920
- Duits kampioen 200 m - 1910, 1911, 1912, 1916

## Persoonlijke records
| Onderdeel    | Prestatie | Jaar |
| ------------ | --------- | ---- |
| 100 yd       | 10,1 s    | 1910 |
| 100 m        | 10,5 s    | 1911 |
| 200 m        | 21,6 s    | 1914 |
| 110 m horden | 15,6 s    | 1911 |

## Palmares

### 100 m
- 1912: 4e OS - 22,2 s

### 4 x 100 m
- 1912: DSQ OS